# Davoserjazz
Davoserjazz (også stavet davoserjas, davoserjass, davoserjaz) er et kortspil, der består af en samling af små, forskellige spil i et antal runder. De første runder er nolo-spil, hvor det drejer sig om at undgå at tage stik med bestemte strafkort i, mens den sjette runde er et kabalespil, hvor det drejer sig om først at komme af med sine kort. 
Davoserjazz spilles i mange varianter, og både antallet af runder og hvilke kort, der er strafkort i nolo-runder kan variere. 

## Benævnelser og etymologi
Dette afsnit eller denne liste er kun påbegyndt. Hvis du ved mere om emnet, kan du hjælpe Wikipedia ved at tilføje mere.

Navnet Davoserjazz er taget fra den schweiziske kortspilstype jass (men selve spillet har intet med jass-spillene at gøre) samt byen Davos.
 Der er for få eller ingen kildehenvisninger i dette afsnit, hvilket er et problem. Du kan hjælpe ved at angive troværdige kilder til de påstande, som fremføres.

## Regler
De nedennævnte regler er beskrevet med små forskelle i Spillefuglen og i Bogen om kortspil.
Spillet er for tre til syv personer, og der anvendes et almindeligt spil kort. Ved et andet spillerantal end fire tager man et eller flere kort fra, idet man skal anvende et antal, der er et helt multiplum af antallet af spillere. Kortene der borttages, er i rækkefølge: ruder to, hjerter to, spar to, klør to.
Kortenes rækkefølge er fra høj til lav: E,K,D,B,10,9,8,7,6,5,4,3,2.
Es er højest, på nær i sidste runde, Kabalen.

### Runderne
De følgende runder forekommer i et spil davoserjazz. I de fem første runder er målet at undgå at få point (strafpoint).
1. Færrest stik
Spillet er et nolo-spil, hvor det gælder om at få så få stik som muligt. Ved rundens afslutning noteres antallet af strafpoint, som svarer til antal stik, for hver spiller.
2. Færrest klør
Spillet gælder om at hjemtage så få klør som muligt i stikkene. Ved rundens afslutning tæller hver spiller sine klør, der hver giver et strafpoint, og de noteres.
3. Færrest damer
Spillet gælder om at hjemtage så få damer som muligt i stikkene. Ved rundens afslutning tæller hver spiller sine damer, der hver giver fem strafpoint, og antallet af strafpoint noteres.
4. Klør konge
Spillet gælder om at undgå at hjemtage klør konge i et stik. Den spiller, der får klør konge, noteres for femten strafpoint.
5. Sidste stik
Spillet gælder om at undgå at hjemtage sidste stik. Den spiller, der får sidste stik, noteres for tyve strafpoint. I Bogen om kortspil skal man undgå både første og sidste stik, der hver noteres med ti point.
6. Kabalen
Her er spillet helt anderledes. Kortene skal lægges ud på bordet med syveren i hver farve i midten og kortene med værdi under syv i rækkefølge i en bunke på den ene side samt kortene med værdi over syv i en bunke på den anden side. Hvis man ikke kan lægge et kort på efter disse regler, må man melde pas, hvilket koster et strafpoint. Vinderen af hele spillet er den, der først har lagt alle sine kort. 
Endelig pointberegning
Der er forskellige måder at beregne point på til sidst:
- Vinderen indkasserer hele puljen af strafpoint
- Strafpointene fordeles efter en passende nøgle. Spillefuglen foreslår 2/3 af den samlede pulje til vinderen og 1/3 til nummer to ved højst fem deltagere, mens nøglen er 1/2 til vinderen, 1/3 til nummer to og 1/6 til nummer tre ved flere spillere.[1]
- Vinderen får ingen strafpoint, de øvrige får lige så mange strafpoint ekstra, som de har kort tilbage på hånden. Disse lægges til til de øvrige strafpoint, og den samlede vinder er den med færrest strafpoint.[2]